# 高畠スマートインターチェンジ
高畠スマートインターチェンジ（たかはたスマートインターチェンジ）は、山形県東置賜郡高畠町に建設中の東北中央自動車道のスマートインターチェンジである。名称は仮称である。

## 概要
本線直結型で建設され、利用可能車種はETC搭載の全車種で24時間運用。福島方面のみ出入可能なハーフインターチェンジとなる予定。

## 道路
- E13 東北中央自動車道

## 沿革
- 2020年（令和2年）10月23日 : 国土交通省より連結許可[1]。

## 隣
E13 東北中央自動車道
(10)米沢北IC - 米沢北TB - 高畠スマートIC（事業中） - (11)南陽高畠IC